# 聖馬蒂亞斯 (洪都拉斯)
聖馬蒂亞斯（西班牙語：San Matías），是洪都拉斯的城鎮，位於該國南部，由埃爾帕拉伊索省負責管轄，始建於1926年3月20日，面積116平方公里，海拔高度788米，2001年人口4,100，人口密度每平方公里35.34人。
13°59′0″N 86°38′0″W / 13.98333°N 86.63333°W